# Antoni Romuald Trzecieski
Antoni Romuald Trzecieski herbu Strzemię (ur. ok. 1726 roku, zm. 21 kwietnia 1804 w Mołczanach) – chorąży chełmiński, chorąży 3. Brygady Kawalerii Narodowej.
W 1790 roku został kawalerem Orderu Świętego Stanisława.